# XO-1 (Stern)
XO-1, auch bekannt als BD +28° 2507 (und GSC 02041-01657), ist ein gelber Zwerg, etwa 600 Lichtjahre entfernt im Sternbild Nördliche Krone.  XO-1 besitzt eine Masse und einen Durchmesser, der unserer Sonne ähnelt.

## Planetensystem
2006 entdeckte ein Team von professionellen und Amateurastronomen einen jupitergroßen Exoplaneten (XO-1b), der XO-1 umkreist. Das Amateurteam bestand aus Astronomen aus Nordamerika und Europa und wurde von Peter McCullough vom Space Telescope Science Institute in Baltimore geleitet.
Der entdeckte Planet wurde durch Beobachtungen des Harlan J. Smith Telescops und des Hobby-Eberly Teleskops am McDonald-Observatorium der Universität von Texas bestätigt.